# Lioudmila Karatchkina
Lioudmila Gueorguievna Karatchkina (en russe : Людмила Георгиевна Карачкина) ou Lioudmyla Gueorguiïvna Karatchkina (en ukrainien : Людмила Георгіївна Карачкіна) est une astronome soviétique et ukrainienne, née le 3 septembre 1948 à Rostov-sur-le-Don, en Union soviétique.
Travaillant à l'observatoire d'astrophysique de Crimée en Ukraine, elle a découvert de nombreux astéroïdes, dont l'astéroïde Amor (5324) Liapounov, (10031) Vladarnolda et l'astéroïde troyen (3063) Machaon.
L'astéroïde (8019) Karachkina a été nommé en son honneur.

## Liste d'astéroïdes découverts
| (2892) Filipenko    | 13 janvier 1983    |
| (3063) Machaon      | 4 août 1983        |
| (3067) Akhmatova[1] | 14 octobre 1982    |
| (3068) Khanina      | 23 décembre 1982   |
| (3215) Lapko        | 23 janvier 1980    |
| (3286) Anatoliya    | 23 janvier 1980    |
| (3345) Tarkovskij   | 23 décembre 1982   |
| (3437) Kapitsa      | 20 octobre 1982    |
| (3453) Dostoevsky   | 27 septembre 1981  |
| (3469) Bulgakov     | 21 octobre 1982    |
| (3508) Pasternak    | 21 février 1980    |
| (3511) Tsvetaeva[1] | 14 octobre 1982    |
| (3516) Rusheva      | 21 octobre 1982    |
| (3620) Platonov     | 7 septembre 1981   |
| (3623) Chaplin      | 4 octobre 1981     |
| (3624) Mironov[1]   | 14 octobre 1982    |
| (3668) Ilfpetrov    | 21 octobre 1982    |
| (3669) Vertinskij   | 21 octobre 1982    |
| (3675) Kemstach     | 23 décembre 1982   |
| (3750) Ilizarov     | 14 octobre 1982    |
| (3772) Piaf         | 21 octobre 1982    |
| (3946) Shor         | 5 mars 1983        |
| (3982) Kastel'      | 2 mai 1984         |
| (4017) Disneya      | 21 février 1980    |
| (4071) Rostovdon    | 7 septembre 1981   |
| (4075) Sviridov     | 14 octobre 1982    |
| (4080) Galinskij    | 4 août 1983        |
| (4258) Ryazanov     | 1er septembre 1987 |
| (4475) Voitkevich   | 20 octobre 1982    |
| (4483) Petöfi       | 9 septembre 1986   |
| (4556) Gumilyov     | 27 août 1987       |
| (4625) Shchedrin    | 20 octobre 1982    |
| (4626) Plisetskaya  | 23 décembre 1984   |
| (4741) Leskov       | 10 novembre 1985   |
| (4785) Petrov       | 17 décembre 1984   |
| (4861) Nemirovskij  | 27 août 1987       |
| (4928) Vermeer      | 21 octobre 1982    |
| (4940) Polenov      | 18 août 1986       |
| (4996) Veisberg     | 11 août 1986       |
| (4997) Ksana        | 6 octobre 1986     |
| (5021) Krylania     | 13 novembre 1982   |
| (5093) Svirelia     | 14 octobre 1982    |
| (5094) Seryozha     | 20 octobre 1982    |
| (5199) Dortmund     | 7 septembre 1981   |
| (5234) Sechenov     | 4 novembre 1989    |
| (5247) Krylov       | 20 octobre 1982    |
| (5316) Filatov      | 21 octobre 1982    |
| (5324) Liapounov    | 22 septembre 1987  |
| (5421) Ulanova[1]   | 14 octobre 1982    |
| (5422) Hodgkin      | 23 décembre 1982   |
| (5465) Chumakov     | 9 septembre 1986   |
| (5615) Iskander     | 4 août 1983        |
| (5666) Rabelais     | 14 octobre 1982    |
| (5676) Voltaire     | 9 septembre 1986   |
| (5717) Damir        | 20 octobre 1982    |
| (5759) Zoshchenko   | 22 janvier 1980    |
| (5808) Babel'       | 27 août 1987       |
| (5896) Narrenschiff | 12 novembre 1982   |
| (5902) Talima       | 27 août 1987       |
| (5941) Valencia     | 20 octobre 1982    |
| (5944) Utesov       | 2 mai 1984         |
| (6032) Nobel        | 4 août 1983        |
| (6172) Prokofeana   | 14 octobre 1982    |
| (6592) Goya         | 3 octobre 1986     |
| (6763) Kochiny      | 7 septembre 1981   |
| (6766) Kharms       | 20 octobre 1982    |

| (6767) Shirvindt                                                                          | 6 janvier 1983     |
| (6821) Ranevskaya                                                                         | 29 septembre 1986  |
| (7109) Heine                                                                              | 1er septembre 1983 |
| (7113) Ostapbender                                                                        | 29 septembre 1986  |
| (7223) Dolgorukij[1]                                                                      | 14 octobre 1982    |
| (7558) Yurlov                                                                             | 14 octobre 1982    |
| (7581) Yudovich                                                                           | 14 novembre 1990   |
| (7632) Stanislav                                                                          | 20 octobre 1982    |
| (7633) Volodymyr                                                                          | 21 octobre 1982    |
| (7741) Fedoseev                                                                           | 1er septembre 1983 |
| (7995) Khvorostovsky                                                                      | 4 août 1983        |
| (7996) Vedernikov                                                                         | 1er septembre 1983 |
| (8142) Zolotov                                                                            | 20 octobre 1982    |
| (8332) Ivantsvetaev[1]                                                                    | 14 octobre 1982    |
| (8811) Waltherschmadel                                                                    | 20 octobre 1982    |
| (8812) Kravtsov                                                                           | 20 octobre 1982    |
| (8816) Gamow                                                                              | 17 décembre 1984   |
| (8822) Shuryanka                                                                          | 1er septembre 1987 |
| (9005) Sidorova                                                                           | 20 octobre 1982    |
| (9006) Voytkevych                                                                         | 21 octobre 1982    |
| (9532) Abramenko                                                                          | 7 septembre 1981   |
| (9539) Prishvin                                                                           | 21 octobre 1982    |
| (9540) Mikhalkov                                                                          | 21 octobre 1982    |
| (9737) Dudarova                                                                           | 29 septembre 1986  |
| (9834) Kirsanov                                                                           | 14 octobre 1982    |
| (9927) Tyutchev                                                                           | 3 octobre 1981     |
| (10012) Tmutarakania[2]                                                                   | 3 septembre 1978   |
| (10031) Vladarnolda                                                                       | 7 septembre 1981   |
| (10049) Vorovich                                                                          | 3 octobre 1986     |
| (10090) Sikorsky[3]                                                                       | 13 octobre 1990    |
| (10287) Smale                                                                             | 21 octobre 1982    |
| (10324) Vladimirov                                                                        | 14 novembre 1990   |
| (10712) Malashchuk                                                                        | 20 octobre 1982    |
| (10713) Limorenko                                                                         | 22 octobre 1982    |
| (10721) Tuterov                                                                           | 17 août 1986       |
| (11269) Knyr                                                                              | 26 août 1987       |
| (11796) Nirenberg                                                                         | 21 février 1980    |
| (12214) Miroshnikov                                                                       | 7 septembre 1981   |
| (12220) Semenchur                                                                         | 20 octobre 1982    |
| (12235) Imranakperov                                                                      | 9 septembre 1986   |
| (12686) Bezuglyj                                                                          | 3 octobre 1986     |
| (13488) Savanov                                                                           | 14 octobre 1982    |
| (13489) Dmitrienko                                                                        | 20 octobre 1982    |
| (13492) Vitalijzakharov                                                                   | 27 décembre 1984   |
| (14814) Gurij                                                                             | 7 septembre 1981   |
| (14818) Mindeli                                                                           | 21 octobre 1982    |
| (14829) Povalyaeva                                                                        | 3 octobre 1986     |
| (15691) Maslov                                                                            | 14 octobre 1982    |
| (18334) Drozdov                                                                           | 2 septembre 1987   |
| (19119) Dimpna                                                                            | 27 septembre 1981  |
| (19120) Doronina                                                                          | 6 août 1983        |
| (19127) Olegefremov                                                                       | 26 août 1987       |
| (19952) Ashkinazi                                                                         | 20 octobre 1982    |
| (19994) Tresini[3]                                                                        | 13 octobre 1990    |
| (24639) Mukhametdinov                                                                     | 20 octobre 1982    |
| (24641) Enver                                                                             | 1er septembre 1983 |
| (26087) Zhuravleva                                                                        | 21 octobre 1982    |
| (29122) Vasadze                                                                           | 24 décembre 1982   |
| (29125) Kyivphysfak                                                                       | 17 décembre 1984   |
| (32770) Starchik                                                                          | 23 décembre 1984   |
| (42478) Inozemtseva                                                                       | 7 septembre 1981   |
| (43752) Maryosipova                                                                       | 20 octobre 1982    |
| (65658) Gurnikovskaya                                                                     | 20 octobre 1982    |
| (69261) Philaret                                                                          | 23 décembre 1982   |
| 1. avec Lioudmila Jouravliova 2. avec Nikolaï Tchernykh 3. avec Galina Ričardovna Kastel' |                    |